# Grass Lake
Grass Lake è un villaggio degli Stati Uniti d'America, situato nello Stato del Michigan, nella contea di Jackson.